# Mieczysław Rokosz
Mieczysław Michał Rokosz (ur. 5 lutego 1942 w Makowie Podhalańskim) – dr hab., pracownik naukowy Uniwersytetu Jagiellońskiego i Akademii "Ignatianum". Pracownik Katedry Nauk Pomocniczych Historii i Archiwistyki UJ.

## Życiorys
W 1980 doktoryzował się na podstawie tekstu Wenecka oficyna Alda Manucjusza i Polska w orbicie jej wpływów. W 2007 uzyskał stopień doktora habilitowanego na podstawie pracy Dzwony i wieże Wawelu, napisanej także dzięki osobistym doświadczeniom dzwonnika.
Publikował m.in. w „Tygodniku Powszechnym”, „Życiu Literackim”, „Zeszytach Naukowych UJ”. Autor eseju O istocie bibliofilstwa, wydanym okolicznościowo dla uczczenia 75. rocznicy urodzin Aleksandra Gieysztora.
Pełnił funkcję prezesa Towarzystwa Muzeum Tatrzańskiego im. dr Tytusa Chałubińskiego w Zakopanem.
Wszedł w skład komitetu wspierającego kandydaturę Karola Nawrockiego na prezydenta RP w wyborach w 2025.

## Odznaczenia i wyróżnienia
W 2001 otrzymał Złoty Krzyż Zasługi. W 2017 otrzymał portugalskie odznaczenie prywatne Order Świętego Sebastiana, a w 2018 medal „Pro Bono Poloniae”. W 2020 został nominowany do Nagrody Literackiej Zakopanego za książkę Na graniach i w dolinach. W 2020 odznaczony Krzyżem Oficerskim Orderu Odrodzenia Polski.

## Życie prywatne
W 1967 roku poślubił zmarłą w 1997 roku językoznawczynię dr hab. Jolantę Rokoszową.